# 阿尔滕莫尔
阿尔滕莫尔是德国石勒苏益格－荷尔斯泰因州的一个市镇。总面积6.12平方公里，总人口259人，其中男性130人，女性129人（2011年12月31日），人口密度42人/平方公里。